# Das Herrenrecht

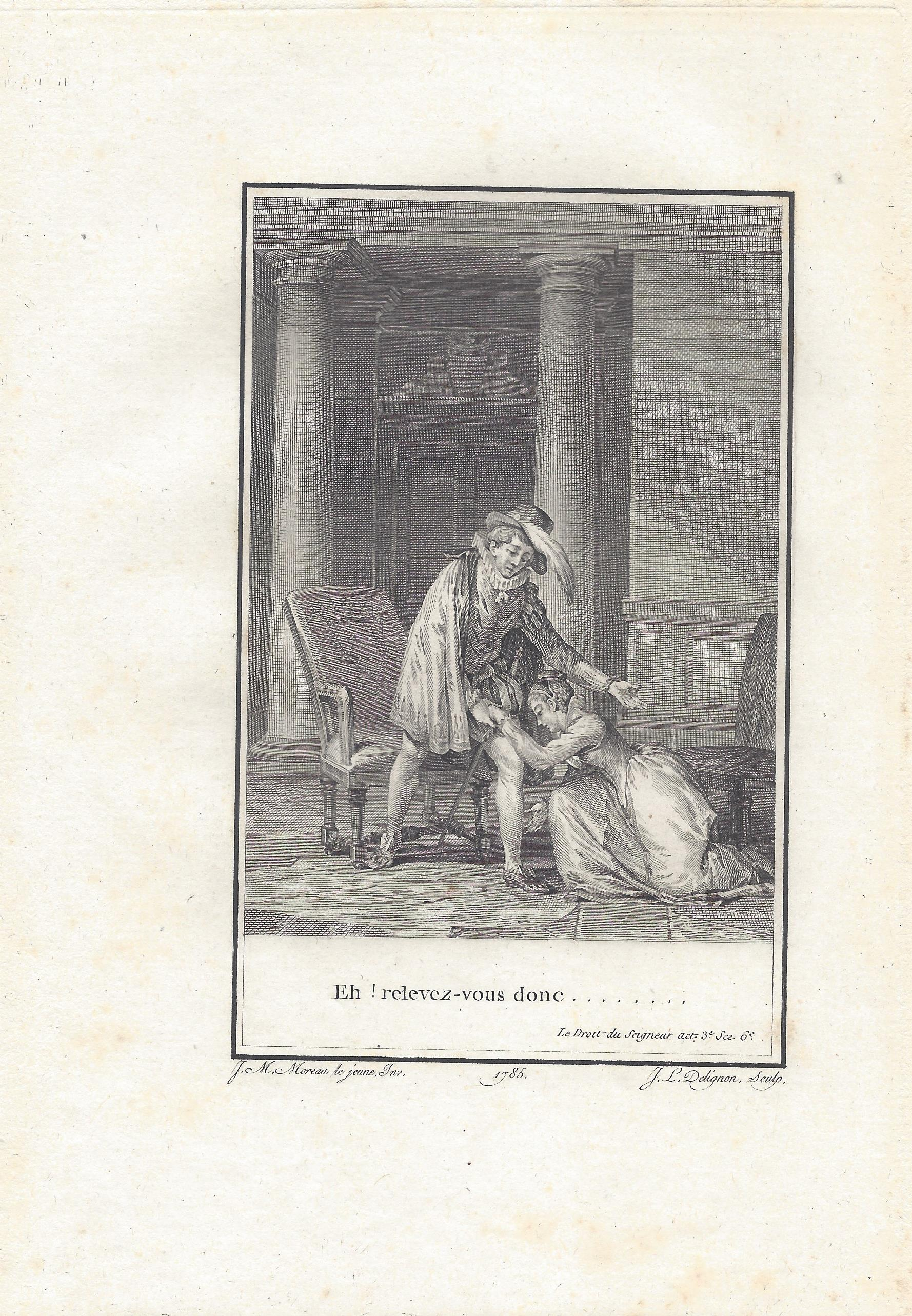
Jean-Michel Moreau: Illustration zu Le Droit du seigneur, 1785

Le Droit du seigneur (Das Herrenrecht) ist eine 1760 entstandene empfindsame Komödie in fünf Akten und in Versen von Voltaire. Das Stück wurde am 18. Januar 1762 in Paris mit dem nicht autorisierten Titel L’Écueil du sage uraufgeführt und im Folgejahr in Buchform veröffentlicht.

## Handlung
Akt 1
Die Handlung spielt in der französischen Provinz Picardie zur Zeit Henris II. Der wohlhabende Bauer Mathurin begehrt die schöne, aber hochmütige Acante, Tochter des ehemaligen Dieners Dignant, zur Frau. Mathurin hat allerdings schon der Zofe Colette ein Heiratsversprechen gegeben, an das er sich allerdings nicht mehr gebunden sieht. Gegenüber ihr rechtfertigt er sich damit, der Teufel habe ihn zur Heirat mit ihr gedrängt, jetzt dränge er entgegengesetzt. Colette aber will nicht aufgeben, sie rät Acante, sich von ihm nicht betören zu lassen. Dignant hat gegen die Heirat seiner Tochter grundsätzlich nichts einzuwenden, macht jedoch darauf aufmerksam, dass der Bauer für sein Vorhaben die Zustimmung des Marquis von Carrage benötige. Acante liebt den Bauern nicht, ist aber im Hause ihrer Stiefmutter Berthe nicht mehr erwünscht und braucht deshalb ein Obdach. Sie will Colette zur Heirat verhelfen.
Akt 2
Colette erklärt dem Baillif, sie widersetze sich jedem Vertrag, den Mathurin mit jemand anderem als ihr schließe, hat aber für sein Eheversprechen keinen Zeugen und wird abgewiesen. Acante fürchtet nun, dass sie bald Braut sein wird. – Der Chevalier de Gernance spielt mit dem Gedanken, die Braut zu entführen und will zur Hochzeit kommen
Akt 3
Der Marquis will auf dem Lande leben und sucht eine geeignete Gefährtin. Er ist von den Reizen Acantes angetan, doch seine Vernunft gestattet ihm eine törichte Liebe nicht, die ihn kompromittieren würde. Acante verspricht, allen Anweisungen ihres Vaters zu folgen. Colette vertraut ihren Mathurin Acante an, so dass dieser endlich – voreilig – sagen kann: „ma femme est à moi.“ Doch diese „femme“ gesteht dem Marquis, dass sie mit dem Bauern nicht glücklich ist. Der Marquis und sie entdecken ihre Zuneigung zueinander. In einem vertraulichen Gespräch mit Dignant findet Carrage heraus, dass Dignant nicht ihr Vater ist: Laure ist ihre Mutter, sie wurde von dem Vater Gernances verführt – damit ist Acante standesgemäß. Nun finden drei Paare zueinander: Der Marquis ordnet die Hochzeit Colettes mit Mathurin an – auch gegen dessen Willen, für den Chevalier findet sich Dormène, Carrage verwirklicht sein Glück mit Acante.

## Literarische Vorlage und biografische Bezüge
Voltaire befasste sich wiederholt mit dem obskuren, historisch nur punktuell belegbaren, Droit du seigneur, das er leidenschaftlich im Essai sur les moers und in La Défense de mon oncle anprangerte. In seiner 1760 in wenigen Tagen auf Wunsch Charles-Augustins de Ferriol d’Argental verfassten larmoyanten Komödie Le Droit du seigneur wird das Herrenrecht lediglich im dritten Akt durch eine Befürchtung des Mathurin zitiert. Die Handlung des flüchtig verfassten Stückes variiert die bereits in der Komödie Nanine von 1749 thematisierte Standesheirat. D’Argental reichte das Stück an der Comédie-Française ein, die jedoch zum Ärger Voltaires den weit herangezogenen Titel nicht übernahm. Voltaire arbeitete die fünfaktige Erstfassung zu einer dreiaktigen Fassung um, die erst nach seinem Tod 1779 aufgeführt wurde.

## Aufführungen und zeitgenössische Rezeption
Die Komödie wurde am 18. Januar 1762 an der Comédie-Française unter geändertem Titel uraufgeführt. Das Publikum reagierte verhalten. Vereinzelte Aufführungen folgten in der Provinz und vermutlich in Wien. Charles-Nicolas Favart verarbeitete den Stoff von Le Droit du seigneur zum Libretto der erfolgreichen musikalischen Komödie Les Moissonneurs (1768) mit Musikeinlagen von Egidio Duni. Die überarbeitete dreiaktige Fassung wurde erst 1779 aufgeführt.

## Drucklegung
Le Droit du Seigneur erschien erstmals 1763 bei Duchesne als Raubdruck in Paris, nach Voltaires Vermutung auf der Grundlage des Bühnenmanuskripts. Der erste autorisierte Druck der fünfaktigen Fassung erfolgte 1763 in den Ouvrages Dramatiques der Werkausgabe bei Cramer in Genf. Die Herausgeber der Werkausgabe Kehl 1784 entschieden sich für die 1779 aufgeführte dreiaktige Fassung. Für die aktuelle Oxforder Werkausgabe wurde als Basistext der Druck der fünaktigen Fassung in der Werkausgabe Cramer und Bardin von 1775 herangezogen.

## Erste Ausgaben
- Le Droit du seigneur, comédie en vers par M. de Voltaire, Représentée pour la première fois sous le titre de l’Écueil du sage, par les Comédiens françois ordinaires du Roi, le 18 janvier 1762, Genf, chez les Frères associés (Paris, Duchesne), 1763, 8°, 119 S.
- Le Droit du seigneur, comédie en cinq actes. Elle a été jouée à Paris sous le nom de l’Écueil du sage, qui n’était pas son véritable titre., in: Ouvrages Dramatiques, avec les Pièces relatives à chacun. Tome cinquième, Genf, Cramer, 1763, 8°, S. 325–472. online
- Le Droit du seigneur, com´edie (sic!) en vers par M. de Voltaire, Représentée pour la première fois sous le titre de l’Écueil du sage, par les Comédiens françois ordinaires du Roi, le 18 janvier 1762., Genf, chez les Frères associés (Paris, Duchesne), 1763, 8° oder 12°, 119 S.
- l’Écueil du sage, comédie de M. de Voltaire, reduite à 3 actes pour le service de la Cour de Vienne par M. de la Ribadière., Wien, Ghelen, 1764, 8°, 72 S. online
- Le Droit du seigneur, comédie en cinq actes. Elle a été jouée à Paris sous le nom de l’Écueil du sage, qui n’était pas son véritable titre., Genf, Cramer, 1764, 8°, S. 88. online
- Le droit du seigneur, comedie en cinq actes. Par Mr. de Voltaire, Neapel, Gravier, 1777, 108 S. online